# Orchis anthropophora
Orchis anthropophora (L.) All. – gatunek rośliny wieloletniej należący do rodziny storczykowatych (Orchidaceae). Występuje głównie w basenie Morza Śródziemnego oraz w zachodniej Europie. W wielu krajach jest zagrożony z powodu degradacji siedlisk. Nazwę zawdzięcza kształtowi kwiatów przypominającemu ludzką sylwetkę. Ich oryginalny wygląd sprawia, że gatunek jest łatwy do rozpoznania i trudno go pomylić z innymi przedstawicielami rodzaju storczyk (Orchis).

## Rozmieszczenie geograficzne
Gatunek atlantycko-śródziemnomorski. Występuje w północnej Afryce w: Maroku, Algierii, Tunezji i Libii, w Europie południowej i zachodniej oraz na Bliskim Wschodzie: w Portugalii i Hiszpanii, we Francji, w Wielkiej Brytanii, Belgii, Holandii, Niemczech, Austrii, Szwajcarii, Włoszech, krajach byłej Jugosławii, Albanii, Grecji, Turcji, Syrii i na Cyprze.

## Morfologia

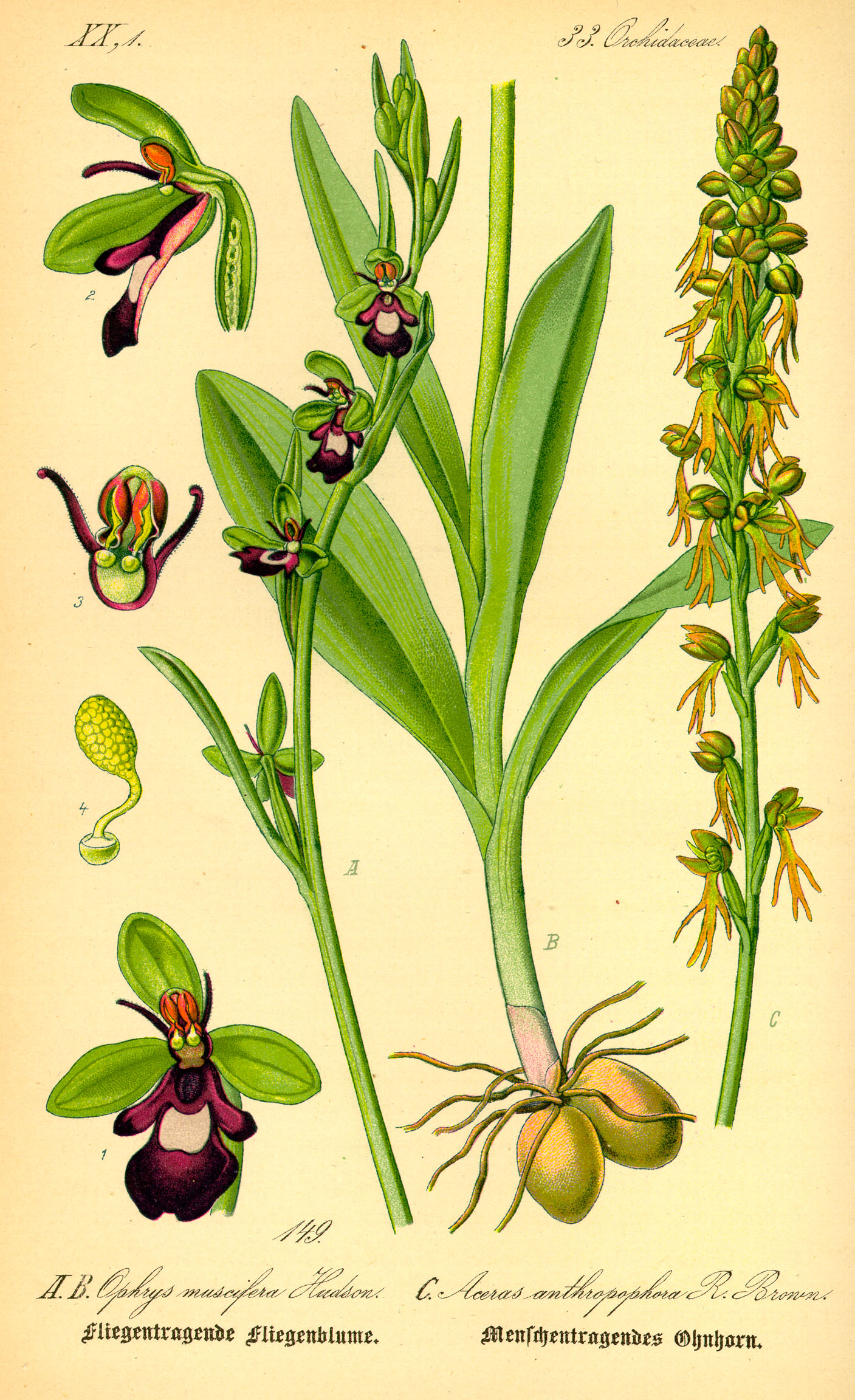
Morfologia (kwiatostan z prawej)

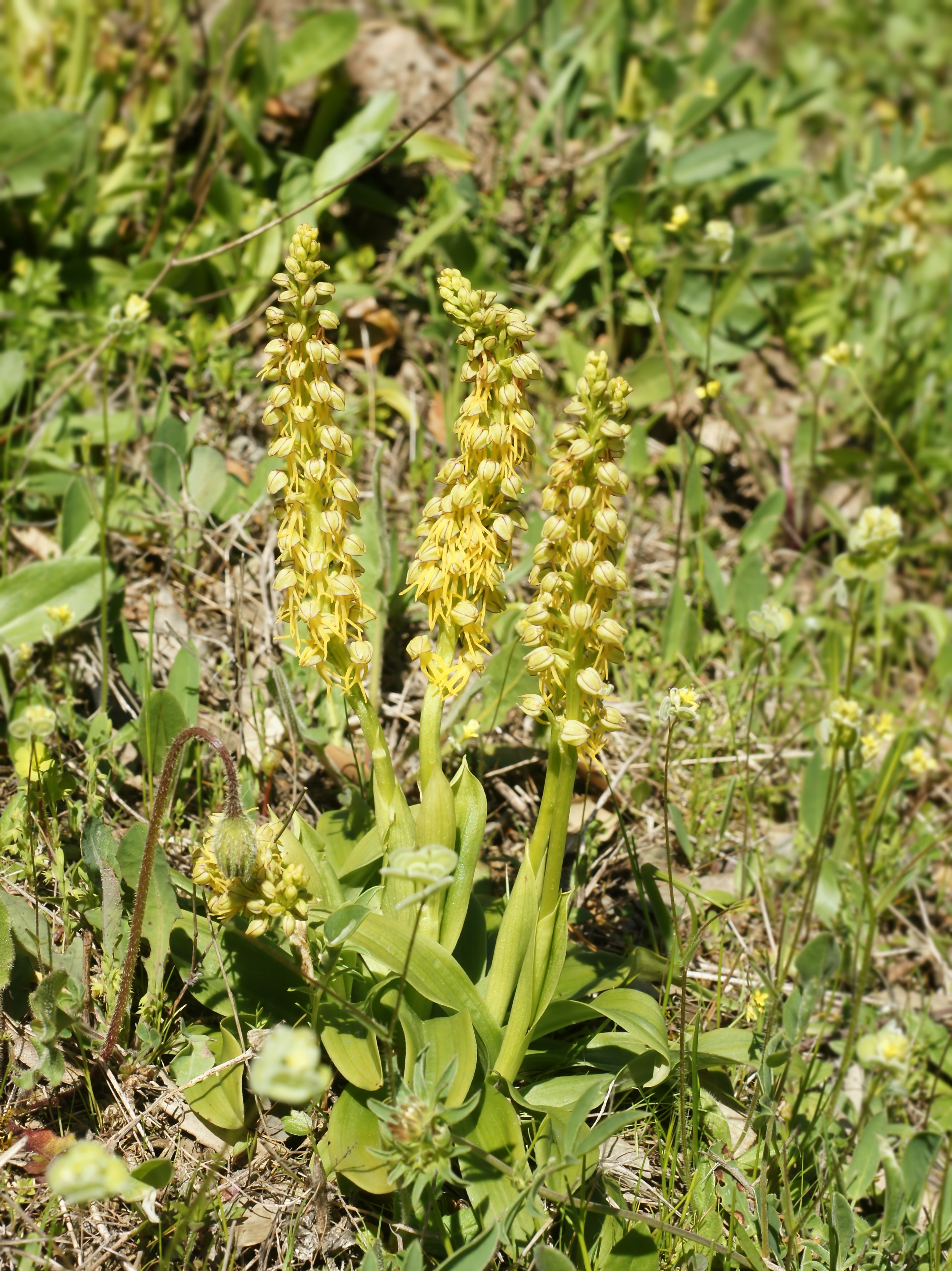
Pokrój

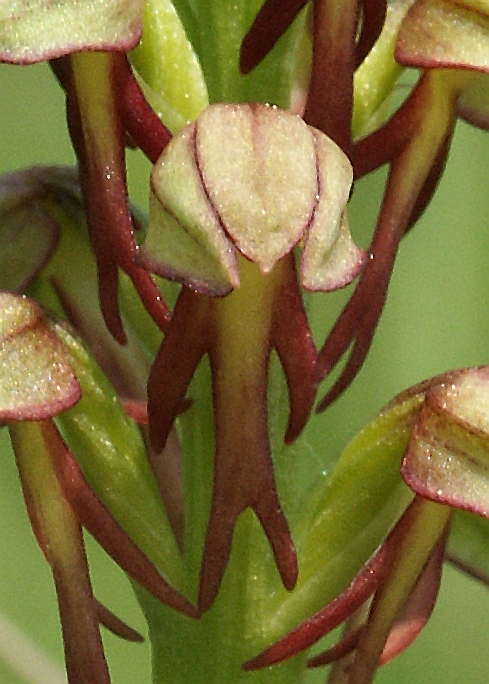
Kwiat

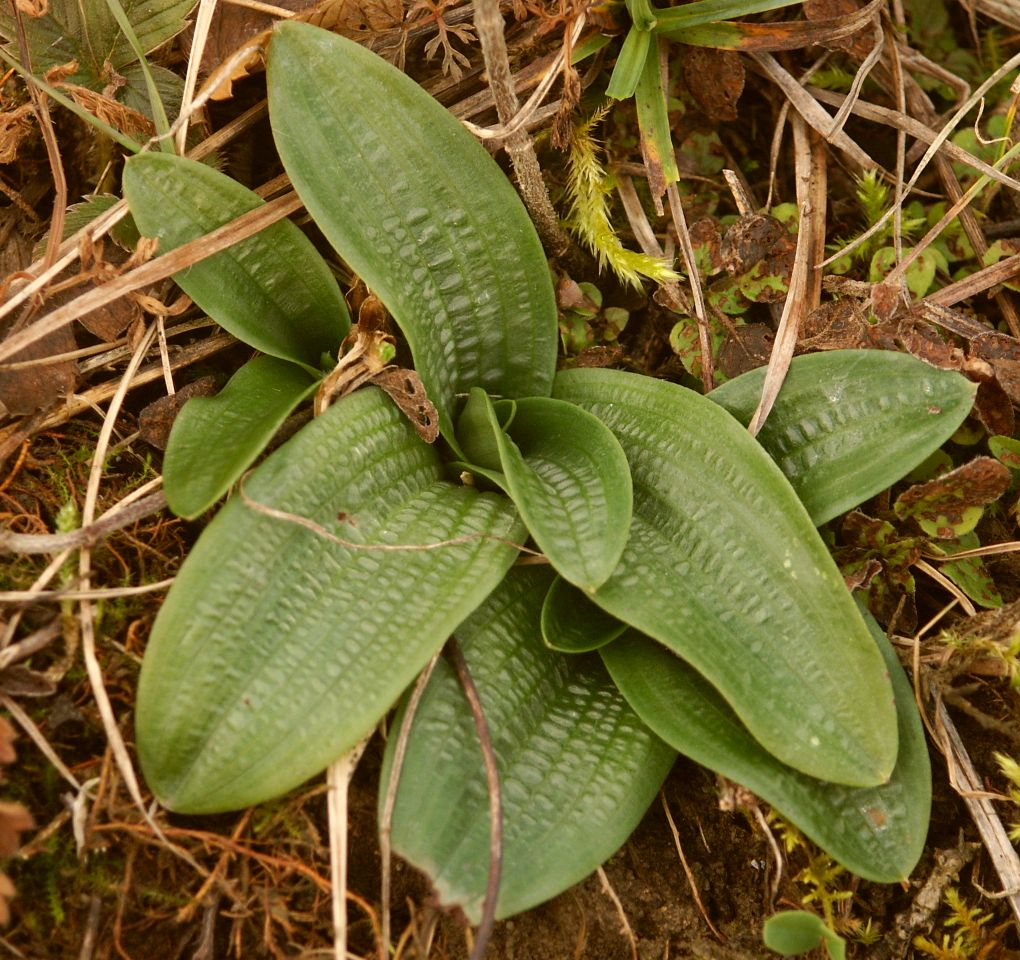
Liście

ŁodygaJasnozielona, wzniesiona, pełna, obła, w górnej części delikatnie prążkowana, z tępymi, błoniastymi, bezlistnymi pochwami u nasady, do 50 cm wysokości (najczęściej od 10 do 40 cm).
Część podziemnaDwie jajowate lub prawie kuliste bulwy długości 15–25 mm i szerokości 5–20 mm. Jedna z nich jest mniejsza, bielsza, bardziej jędrna i pokryta drobnymi włoskami. Powyżej bulw wyrastają grube, białe korzenie.
LiścieRóżyczka liściowa złożona z (2)4–6 lancetowatych liści o długości około 15 cm i szerokości 2,5 cm. Dolne liście łodygowe są podługowate lub podługowatolancetowate, całobrzegie, ostre, o długości 6–12 cm i szerokości 1,5–2,5 cm. Dolne liście są skierowane do góry, pozostałe obejmują pęd kwiatostanowy, są mniejsze i pochwiaste. Najwyższy liść nie sięga kwiatostanu. Liście są szaro-, niebieskawo- lub ciemnozielone, błyszczące, pokryte od spodu licznymi, białymi kropkami.
KwiatyKwiaty wyróżniają się specyficznym kształtem warżki – przypominającej wiszącego człowieka. Kwiaty o długości około 15 mm, zebrane w kłos długości 4-14(20) cm i szerokości 1,5–3 cm ze średnią liczbą 50 kwiatów (od 10 do 100). Rozkwitają sukcesywnie przez dłuższy czas, od dołu kwiatostanu do góry. Słabo pachną świeżo skoszonym sianem. Przysadki błoniaste, jednonerwowe, o długości 2,5–8 mm i szerokości do 4 mm, zwężające się w ostry wierzchołek. Przylegają do zalążni, od której są krótsze. Listki okwiatu zielonkawożółte, często z czerwonawymi prążkami i obrzeżeniem. Zewnętrzne listki okwiatu jajowatolancetowate, jasnozielone, na brzegu fioletowe lub brązowoczerwone, jednonerwowe, długości 0,6-0,7(1,1) cm. Wewnętrzne listki okwiatu krótsze (do 0,8 cm długości), równowąskie, zielonawe, tępe, jednonerwowe. Razem z zewnętrznymi listkami okwiatu tworzą krótki, kulisty lub jajowaty hełm. Zwisająca warżka jest zielonawa lub żółtawa, czasem żółta lub czerwona, często z czerwonobrązowym obrzeżeniem, o długości 1,0–1,6 cm. Jest znacznie dłuższa od hełmu i jest trójłatkowa. Łatki boczne są równowąskie, o długości 4–6 mm i szerokości 1 mm. Łatka środkowa jest znacznie większa i podzielona na dwie łatki o długości 3–5 mm i szerokości 1 mm, czasami z ząbkiem pośrodku nich. Ostrogi brak. Słupek bardzo krótki. Pylniki żółtozielone, krótkie, jajowate, tępe, o długości około 1,2 mm. Pyłkowiny 2, siarkowożółte, rozdzielone u nasady przez krótkie rostellum. Trzoneczek przejrzysty, ciemnożółty. Tarczka nasadowa kulistawa, bezbarwna, lepka. Zalążnia zielona, siedząca, wzniesiona, walcowata lub lekko trójgraniasta, skręcona, z sześcioma prążkami, długości 7–8,5 mm i szerokości 1,8–2,8 mm. Kwitnie w maju i czerwcu.
OwocTorebka o długości 0,8–1,3 cm i średnicy 0,25–0,5 cm, zwężająca się ku podstawie, z zaznaczonymi prążkami. Nasiono o długości 0,4–0,5 mm i średnicy 0,15–0,2 mm. Zarodek o długości 100 µm i średnicy 70 µm. Masa nasienia > 0,01 µg.

## Biologia

### Fizjologia
Plastydy warżki zawierają dużo karotenoidów i mało chlorofilu, czego konsekwencją jest niewielka produkcja ATP w warżce.

### Cechy fitochemiczne
Pojedyncza roślina produkuje 10,57 ng olejku eterycznego na godzinę. Składa się on głównie z monoterpenów, seskwiterpenów, kwasów tłuszczowych oraz niewielkiej ilości nonanalu i undekanu.

### Rozwój
Bylina, geofit z zimozielonymi liśćmi. Kiełkuje dwa lata lub dłużej. Najpierw powstaje protokorm, z którego jesienią wyrasta korzeń. W trakcie kolejnego lata rozwija się bulwa. Jesienią bulwa wytwarza odcinek kłącza i boczny korzeń. Wiosną wyrasta ulistniony pęd. W lecie u podstawy pędu tworzy się nowa bulwa. Dojrzała roślina co roku w styczniu zaczyna wytwarzać nową bulwę potomną, która w porze kwitnienia jest już wielkości starej bulwy. W trakcie kwitnienia (na południu zasięgu w marcu, na północy w czerwcu) stara bulwa i korzenie zamierają. Liście żółkną w maju i wkrótce potem też zamierają. Od czerwca do września na powierzchni nie ma żadnych zielonych części rośliny. Nowe korzenie pojawiają się jesienią i wtedy też rozwija się rozeta liści, z której w kolejnym roku rozwinie się pęd kwitnący. Do rozwoju nasion konieczne jest zapylenie krzyżowe (gatunek jest allogamiczny). W torebce znajdują się bardzo drobne i liczne nasiona. Średnia odległość, na jaką są przenoszone, to 1 m, mogą jednak być przenoszone na znaczne odległości. Udział roślin kwitnących w populacji waha się w zależności od roku od kilkunastu do przeszło 70%. Skłonność do zakwitania jest prawdopodobnie związana z obfitością i różnorodnością grzybów mikoryzowych. Średnia długość okresu życia osobnika to około 11 lat. Głównym przetrwalnikiem jest bulwa. Co roku stara bulwa jest zastępowana nową. Części nadziemne nie zawsze pojawiają się co roku; zdarza się przerwa w ich wytwarzaniu, trwająca rok lub dwa. Głównym sposobem rozmnażania jest rozmnażanie płciowe; rozmnażanie bezpłciowe jest ograniczone. Do kiełkowania prawdopodobnie wymagana jest obecność innych osobników w otoczeniu.

### Genetyka
Liczba chromosomów 2n = 42.

## Systematyka i zmienność
Gatunek w przeszłości był różnie klasyfikowany, jako przedstawiciel rodzaju Aceras, Ophrys, Himantoglossum, Serapias. Dopiero zastosowanie badań molekularnych dowiodło przynależności tego gatunku do kladu liczącego w sumie 19 gatunków wraz ze storczykiem kukawką (Orchis militaris). Od dwóch innych głównych kladów w obrębie rodzaju Orchis grupa ta wyróżnia się m.in. posiadaniem 42 chromosomów w pokoleniu diploidalnym. 
Orchis anthropophora tworzy mieszańce z innymi gatunkami z rodzaju storczyk (wyróżniają się zazwyczaj obecnością ostrogi): Orchis italica (O. × bivonae), storczykiem kukawką (O. × spuria), storczykiem purpurowym (O. × meilsheimeri) i O. simia (O. × bergonii). Prawdopodobnie tworzy także mieszańce z innymi rodzajami: Barlia robertiana (× Barlaceras terracioni), kukułką szerokolistną (× Dactyloceras helveticum) i Neotinea maculata (× Neotiaceras mattinatae), nie ma jednak danych morfometrycznych lub molekularnych potwierdzających ich istnienie. Mieszańce tworzą się bardzo rzadko. W przypadku krzyżowania storczyka purpurowego (matka) z Orchis antropophora (ojciec) mieszaniec wytwarza niewielką liczbę nasion o niewielkiej żywotności, ale wysokiej zdolności do kiełkowania. Mieszaniec Orchis × bergonii ma dwa i pół raza większe liście, produkuje 15 razy więcej olejku eterycznego, jest bardziej zainfekowany przez grzyby i wytwarza 10 razy mniej nasion niż jego rodzic Orchis antropophora. Cechy morfologiczne kwiatu u mieszańca są pośrednie w stosunku do obu rodziców; w stosunku do Orchis antropophora kwiaty są większe, mają większy hełm, dłuższe łatki warżki oraz dłuższy ząbek między końcowymi łatkami na łatce środkowej warżki.

## Nazewnictwo
Nazwa gatunku w języku angielskim („man orchid”) nawiązuje do kształtu kwiatów. Epitet gatunkowy ma źródłosłów grecki i oznacza „niosący człowieka”. Dawna nazwa rodzajowa Aceras także ma źródłosłów grecki i oznacza „bezrogi”, co odnosi się do braku ostrogi.

## Ekologia
Roślina światłolubna. Występuje na obszarach od poziomu morza po 1650 m n.p.m., o średniej temperaturze wynoszącej 3,6 °C dla stycznia i 16,3 °C dla lipca oraz średniej rocznej opadów wynoszącej 690 mm. Rośnie na murawach kserotermicznych, na glebach wytworzonych na kredzie, wapieniu, łupkach. Można go także spotkać na skrajach zarośli, gdzie jednak nie kwitnie. Dobrze znosi suszę oraz umiarkowany mróz. Może tworzyć populacje złożone z kilkuset osobników, często rosnąc w kępach złożonych z 2-5 osobników. Bywa zgryzany przez króliki. Zapylany jest przez Tenthredopsis, Arge thoracica, Cantharis rustica, Cidnopus pilosus, Cidnopus minutus, Isomira murina. Procent zapylonych kwiatów jest niski i tym samym liczba zawiązanych owoców jest niewielka. Wchodzi w mikoryzę już od stadium nasienia, gdyż kiełkowanie wymaga obecności grzyba. Większość wchodzących z nim w mutualizm gatunków grzybów należy do rodziny śluzowoszczkowatych; zdarzają się także gatunki z rodziny podstawkorożkowatych. Gatunek może wchodzić w mikoryzę z 9 różnymi komponentami grzybowymi.

## Zagrożenia i ochrona
Gatunek zagrożony jest z powodu intensyfikacji lub zaniechania wypasu, zmian w użytkowaniu siedlisk, w tym zwłaszcza ich zabudowy i zagospodarowania rekreacyjnego. Umieszczony jest na czerwonej liście w Wielkiej Brytanii, Belgii, Holandii, Szwajcarii oraz w Niemczech. Najlepszą formą ochrony jest ochrona czynna siedlisk, polegająca na stosowaniu wypasu owiec. Wskazane jest także usuwanie krzewów i drzew. Wypalania nie należy stosować, gdyż prowadzi do uszkodzenia rozet liściowych i śmierci rośliny. 

## Choroby i szkodniki
Jedynym fitofagiem zaobserwowanym na gatunku jest Aphis fabae. Na innych gatunkach z tego rodzaju poza tym obserwowano: larwy Olethreutes rivulana żerujące na kwiatach i pędach, larwy Adoxophyes privatana tkające pajęczynę na liściach, larwy Chyliza vittata ryjące w korzeniach i łodygach, Thrips klapaleki, larwy oraz imago Coccus pseudohesperidum i larwy Delina nigrita ryjące w korzeniach, łodygach i liściach.